# Estadi Metropolità de Futbol de Lara
L'Estadi Metropolità de Futbol de Lara és un estadi de futbol de la ciutat de Cabudare, propera a Barquisimeto, a l'estat de Lara, Veneçuela.
Va ser inaugurat el 2007 i té una capacitat per a 47.913 espectadors asseguts. És la seu del club Asociación Civil Deportivo Lara i en el passat del club Lara Fútbol Club.

## Copa América 2007
Va ser una de les seus de la Copa Amèrica de futbol de 2007.
| Data       | Hora  | Equp 1       | Res. | Equp 2   | Ronda           |
| ---------- | ----- | ------------ | ---- | -------- | --------------- |
| 2007-07-05 | 18.35 | Estats Units | 0-1  | Colòmbia | Grup C          |
| 2007-07-05 | 20.50 | Argentina    | 1-0  | Paraguai | Grup C          |
| 2007-07-08 | 18.50 | Argentina    | 4-0  | Perú     | Quarts de final |